# Giuseppe Jannaconi
Giuseppe Jannaconi – také Janacconi, nebo Gianacconi (1741 nebo 1740, Řím – 16. března 1816, Řím) byl italský skladatel, jeden z posledních skladatelů římské školy, kterou proslavil zejména Palestrina.

## Život
Jannaconi se narodil v Římě. Nejprve studoval zpěv u Dona Socorso Rinaldini, později skladbu a kontrapunkt u Muzia Clementi a Gaetana Carpani. K dokonalosti jej dovedl Pasquale Pisari, který jej zasvětil do tajů kontrapunktu římské hudební školy a se kterým pak dlouhou dobu spolupracoval.
V roce 1799 byl Jannaconi jmenován hlavním dirigentem (maestro di cappella) milánské katedrály, ale brzy musel tento prestižní post opustit ve prospěch známějšího skladatele Giuseppe Sarti. Vrátil se do Říma a věnoval se výuce hudby v sirotčinci. Veřejného uznání se dočkal až v roce 1811, kdy po Zingarellim převzal orchestr v bazilice sv. Petra v Římě.
Jeho tvorba zahrnuje převážně chrámovou hudbu psanou v přísném kontrapunktu Palestrinovy školy. Spolu se svým učitelem a přítelem Pisarim také pořídil notové záznamy mnoha Palestrinových skladeb. Je považován za posledního skladatele tohoto hudebního směru. Z mnoha jeho žáků vynikli zejména skladatelé Nicola Vaccai, Valentino Fioravanti a Francesco Basily.

## Dílo
- L'agonia di Gesù Cristo, Oratorium a 3 voci;
- přibližně 60 mší nebo jejích částí;
- 37 žalmů;
- 2 sbírky antifon;
- 3 sbírky offertorií;
- 3 Te Deum;
- 83 motet;
- řada instrumentálních skladeb (mezi nimi 2 smyčcové kvintety);
- četné fugy a kánony pro 4 až 64 hlasy.